# Obelisco di Villa Celimontana

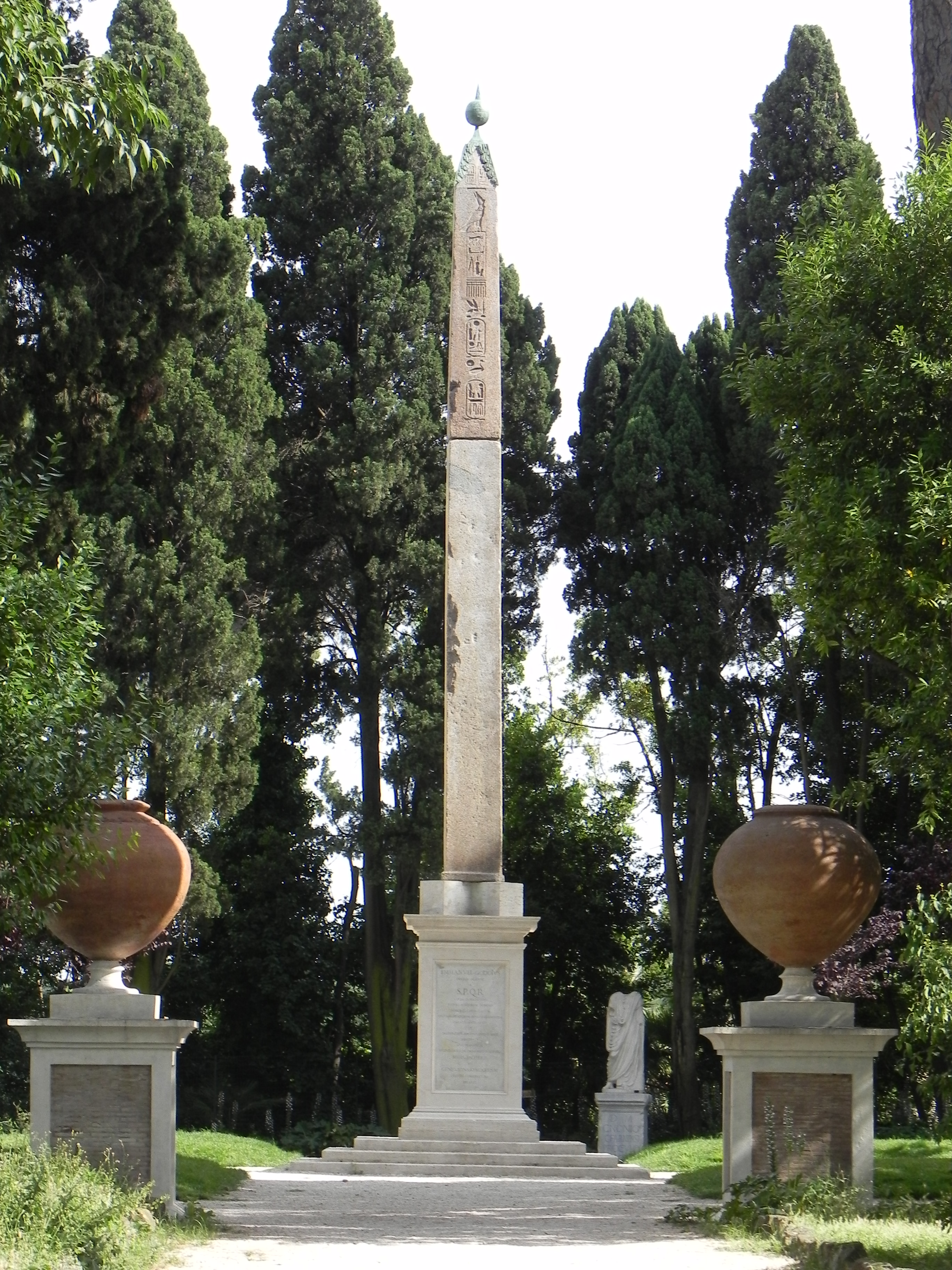
Obelisco di villa Celimontana.

L'obelisco di villa Celimontana è uno dei tredici obelischi antichi di Roma.

## Descrizione
Tra le antichità della famiglia Mattei, conservate nella villa sul Celio, si trovava un obelisco frammentario (originale è solo la metà superiore) risalente all'epoca del faraone Ramsete II, che fu rialzato nei giardini di villa Celimontana nel 1820. Esso proviene dalle rovine del Tempio di Iside in Campo Marzio; nel Medioevo fu collocato sul Campidoglio vicino all'andito laterale della basilica di Santa Maria in Aracoeli. 

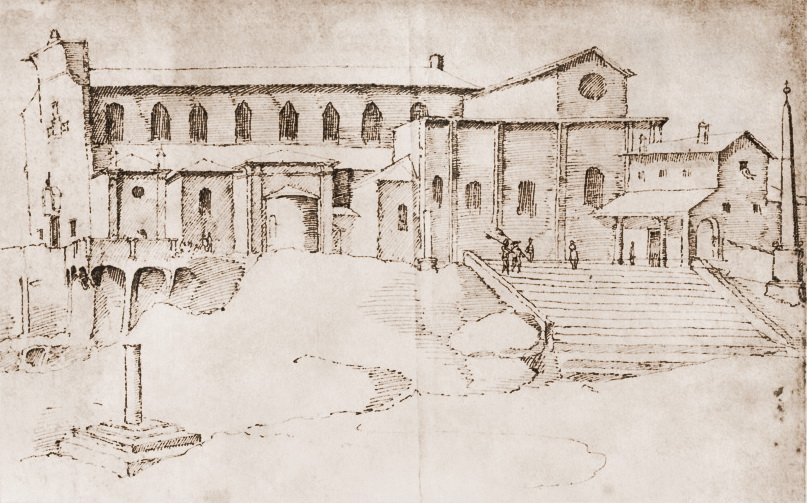
L'obelisco è visibile all'estrema destra vicino al lato sud della Basilica di Santa Maria in Aracoeli (Disegno del 1532).

Nel 1582 fu donato a Ciriaco Mattei, che lo fece trasportare alla Villa dei Mattei sul Monte Celio.
La parte originale è alta 2,68 metri, ma con il completamento, il basamento e il globo raggiunge i 12,23 metri.